# Cantone di Masevaux
Il Cantone di Masevaux è una divisione amministrativa dell'arrondissement di Thann. e dell'arrondissement di Altkirch.
A seguito della riforma approvata con decreto del 21 febbraio 2014, che ha avuto attuazione dopo le elezioni dipartimentali del 2015, è passato da 15 a 62 comuni.

## Composizione
I 15 comuni facenti parte prima della riforma del 2014 erano:
- Bourbach-le-Haut
- Dolleren
- Kirchberg
- Lauw
- Masevaux
- Mortzwiller
- Niederbruck
- Oberbruck
- Rimbach-près-Masevaux
- Sentheim
- Sewen
- Sickert
- Soppe-le-Bas
- Soppe-le-Haut
- Wegscheid

Dal 2015 i comuni appartenenti al cantone sono i seguenti 62:
- Altenach
- Ammerzwiller
- Ballersdorf
- Balschwiller
- Bellemagny
- Bernwiller
- Bréchaumont
- Bretten
- Buethwiller
- Burnhaupt-le-Bas
- Burnhaupt-le-Haut
- Chavannes-sur-l'Étang
- Dannemarie
- Diefmatten
- Dolleren
- Eglingen
- Elbach
- Eteimbes
- Falkwiller
- Friesen
- Fulleren
- Gildwiller
- Gommersdorf
- Guevenatten
- Guewenheim
- Hagenbach
- Hecken
- Hindlingen
- Kirchberg
- Largitzen
- Lauw
- Magny
- Manspach
- Masevaux
- Mertzen
- Montreux-Jeune
- Montreux-Vieux
- Mooslargue
- Mortzwiller
- Niederbruck
- Oberbruck
- Pfetterhouse
- Retzwiller
- Rimbach-près-Masevaux
- Romagny
- Saint-Cosme
- Saint-Ulrich
- Sentheim
- Seppois-le-Bas
- Seppois-le-Haut
- Sewen
- Sickert
- Soppe-le-Bas
- Soppe-le-Haut
- Sternenberg
- Strueth
- Traubach-le-Bas
- Traubach-le-Haut
- Ueberstrass
- Valdieu-Lutran
- Wegscheid
- Wolfersdorf